# Loracarbef
Il loracarbef è un antibiotico β-lattamico chimicamente analogo al cefacloro dal quale differisce per la presenza nella molecola di un ponte metilene (-CH2-) in sostituzione di un atomo di zolfo.

La modifica strutturale consente al loracarbef di avere una maggiore stabilità nelle soluzioni acquose, nel siero, nel plasma ed in altri fluidi corporei. Il loracarbef presenta un'attività antibatterica sostanzialmente sovrapponibile a quella del cefaclor.

## Farmacocinetica
Dopo somministrazione per via orale il loracarbef viene ben assorbito dal tratto gastrointestinale. Il farmaco si distribuisce rapidamente nei tessuti. Le concentrazioni di picco si raggiungono dopo circa 45 minuti dalla somministrazione. La emivita di eliminazione del farmaco varia da circa 1 ora a 1,5 ore.  In uno studio su bambini, dopo la somministrazione di 15 mg/kg di una sospensione contenente loracarbef, la concentrazione media massima nel plasma (Cmax) era di 20,3 microgrammi/ml. La quasi totalità di una dose somministrata per via orale viene escreta nelle urine immodificata.

## Usi clinici
Il farmaco è impiegato principalmente nel trattamento delle infezioni delle alte e basse vie respiratorie, comprese le bronchiti acute e croniche, broncopolmoniti, la polmonite, sostenute da batteri sensibili, ed in particolare da ceppi di Haemophilus influenzae o Branhamella catarrhalis (inclusi i ceppi produttori di β-lattamasi) e Streptococcus pneumoniae.

Il loracarbef è stato anche utilizzato nel trattamento delle otiti medie acute, di forme lievi-moderate di pielonefriti causate da Escherichia coli e nel trattamento di alcune infezioni della cute e degli annessi cutanei.

## Dosi terapeutiche
Il loracarbef viene somministrato per via orale almeno un'ora prima o due ore dopo i pasti. Nei soggetti adulti in genere si somministrano dosi di 200–400 mg ogni 12 ore per 7-14 giorni (a seconda della gravità dell'infezione).

Nei pazienti affetti da insufficienza renale il dosaggio deve essere modificato basandosi sulla clearance della creatinina. Nei soggetti con insufficienza renale moderata (clearance della creatinina compresa tra 10-49 ml/min/1.73m2) il dosaggio deve essere dimezzato oppure l'intervallo di dosaggio raddoppiato. In tutti gli altri pazienti con insufficienza renale più grave e che non sono sottoposti a dialisi, si somministra la dose usuale ogni 3-5 giorni.